# Кадо (езеро)
Кадо (на английски: Caddo Lake) е езеро и влажна зона (на американски английски: bayou) на границата между щатите Тексас и Луизиана, в северната част на окръг Харисън, южната част на окръг Мариън в Тексас и западната част на окръг Кадо в Луизиана. Езерото е наречено на местното индианско племе Кадо, което живее в региона до тяхната екстрадиция от региона през 19 век когато правителството ги кара да се преместят в индианска територия.
Езерото и влажната зона са защитени от Рамсарската конвенция с цел опазване на една от най-големите гори от блатни кипариси в страната. Кадо е едно от малкото езера в Тексас, които не са крайречни. В началото на 20 век езерото е изкуствено променено чрез добавяне на язовирна стена.
Езерото е обитавано от сови, змии, жаби, гъскоподобни, червени рисове, видри, бобри, орли и алигатори.
Кадо е мястото където се развива филмът от 2024 година на HBO – Езерото Кадо.